# 岩村通世
岩村 通世（いわむら みちよ、明治16年（1883年）8月21日 - 昭和40年（1965年）3月13日）は、太平洋戦争開戦、ドーリットル空襲の時の日本の司法大臣であり法曹会幹部である。

## 略歴
1883年（明治16年)8月21日、東京府東京市神田区神保町に生まれた。男爵岩村通俊の五男。次兄の岩村俊武は海軍中将、従弟の林譲治は衆議院議長。
父通俊は当時司法大輔（現在の司法次官）で、北海道初代長官に任せられて札幌に赴任。彼も幼少期を札幌で過ごした。1889年、父は農商務大臣就任および貴族院議員勅任により東京に戻ったが、彼は父の郷里宿毛に行き宿毛小学校で学んだ。吉田茂は同小学校の同窓生。
1893年（明治26年)、高知市の高知県立第一中学校（現在の高知県立高知追手前高等学校の前身）に入学。岡山県の第六高等学校を経て、1910年（明治43年)、東京帝国大学（現東京大学）独法科を卒業した。同年、司法官試補に任ぜられ、甲府地方裁判所に赴任。
1940年（昭和15年)、検事総長に就任。翌年7月に第3次近衛内閣の成立で司法大臣に任命された。東條内閣でも留任。同内閣の総辞職により退任した。
1945年（昭和20年）9月、A級戦犯容疑者として逮捕され、同年9月14日に横浜刑務所に収容。同年10月に大森収容所、12月に巣鴨拘置所に移送された。戦時特別法など司法弾圧について取り調べられたが、1948年（昭和23年）に至って不起訴処分で釈放された。その後公職追放となる。
1949年（昭和24年）東京家庭裁判所調停委員に任命された。以後は弁護士として活動し、日本調停協会連合会理事長なども務めた。
また、全国教誨師連盟結成にも寄与した。1965年（昭和40年）3月13日死去。81歳。墓所は多磨霊園。

## 栄典
- 1942年（昭和17年）7月15日 - 正三位[4]

## 著作
- 岩村通世『満洲国の司法制度』中央満蒙協会、1936年。
- 岩村通世『保護随想』司法保護協会、1941年。
- 岩村通世 著「少年法」、末弘厳太郎 編『現代法学全集』 36巻、日本評論社、1928年。